# Langförden

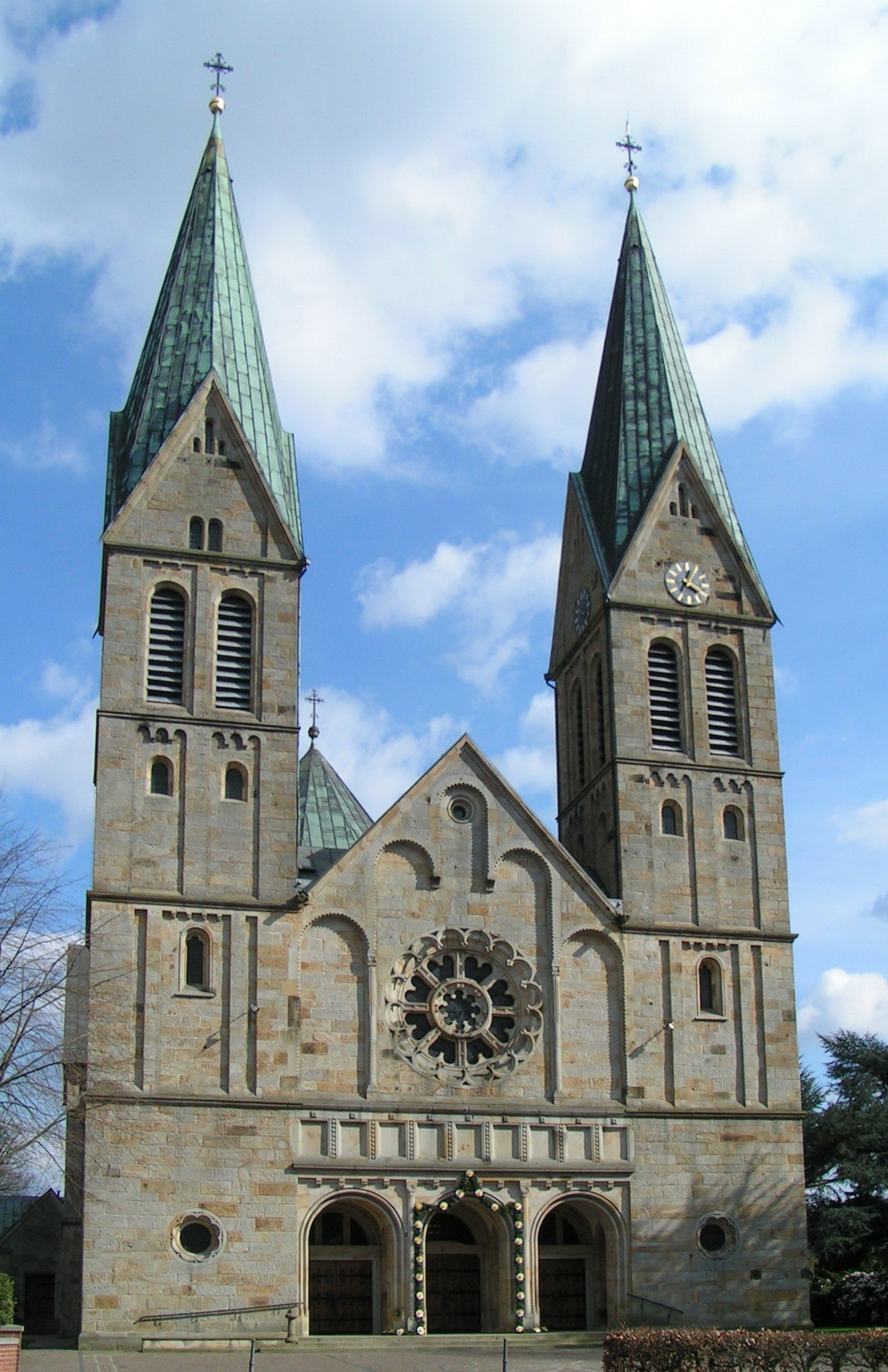
Neuromanische Pfarrkirche St. Laurentius

Langförden ist ein Ortsteil der niedersächsischen Stadt Vechta. Bis zur kommunalen Neugliederung 1974 war Langförden eine eigenständige Gemeinde. Das niedersächsische „Gesetz zur Neubildung der Stadt Aschendorf sowie der Gemeinden Langförden, Vörden und Mulsum“ vom 28. März 1990, das die Gemeinde Langförden wiederherstellen sollte, trat auf Anordnung des Bundesverfassungsgerichts nicht in Kraft.

## Geographie
Der Ortsteil hat rund 5300 Einwohner und liegt ca. sechs Kilometer nordnordwestlich von Vechta an der Bundesstraße 69 und östlich der Bundesautobahn 1 sowie an der stillgelegten Bahnstrecke Ahlhorn–Vechta.

## Geologie und Hydrogeologie
Langförden liegt in der Norddeutschen Tiefebene. Das Gebiet um Langförden besteht hauptsächlich aus glazio-fluviatilen Ablagerungen, in erster Linie lehmige und sandige Ablagerungen des Pleistozäns. Bohrungen zeigten, dass die obersten Sedimentschichten eine Mächtigkeit von etwa 5 bis 7 m haben. Dieser Schicht unterlagert ist eine 10 m starke, lehmige und marlige Sedimentschicht. Sandige Schichten in einer Tiefe von 25 bis 30 m bilden einen ertragreichen Aquifer für Grundwasserförderung. Der oberste Grundwasserleiter befindet sich in einer Tiefe von 2 bis 6 m.

### Benachbarte Ortschaften
Nachbarorte sind, beginnend von Norden im Uhrzeigersinn, die Emsteker Ortschaft Schneiderkrug, die Gemeinde Visbek, die Gemeinde Goldenstedt, die Goldenstedter Ortschaft Lutten, die Kernstadt Vechta, die Gemeinde Bakum, die Gemeinde Cappeln sowie die Gemeinde Emstek.
| Emstek (9 km)   | Schneiderkrug (3 km) | Visbek (7 km)       |  |
| Cappeln (10 km) |                      | Goldenstedt (12 km) |  |
| Bakum (6 km)    | Vechta (7 km)        | Lutten (7 km)       |  |

Die Entfernungsangaben beziehen sich auf die Entfernung bis zum Ortszentrum.

### Klima
Der Jahresniederschlag beträgt 756 Millimeter. Die Niederschläge liegen im mittleren Drittel der in Deutschland erfassten Werte. An 53 % der Messstationen des Deutschen Wetterdienstes werden niedrigere Werte registriert. Der trockenste Monat ist der Februar, die meisten Niederschläge fallen im Juni. Im Juni fallen 1,7 mal mehr Niederschläge als im Februar. Die Niederschläge variieren kaum und sind gleichmäßig übers Jahr verteilt. An nur 15 % der Messstationen werden niedrigere jahreszeitliche Schwankungen registriert.

### Ortsteile und Bauerschaften
| Ortsteil   | Einwohner |
| Langförden | 5256      |
| Calveslage | 779       |
| Bergstrup  | 368       |
| Deindrup   | 727       |
| Holtrup    | 295       |
| Spreda     | 355       |
| Vardel     | 6         |

## Geschichte

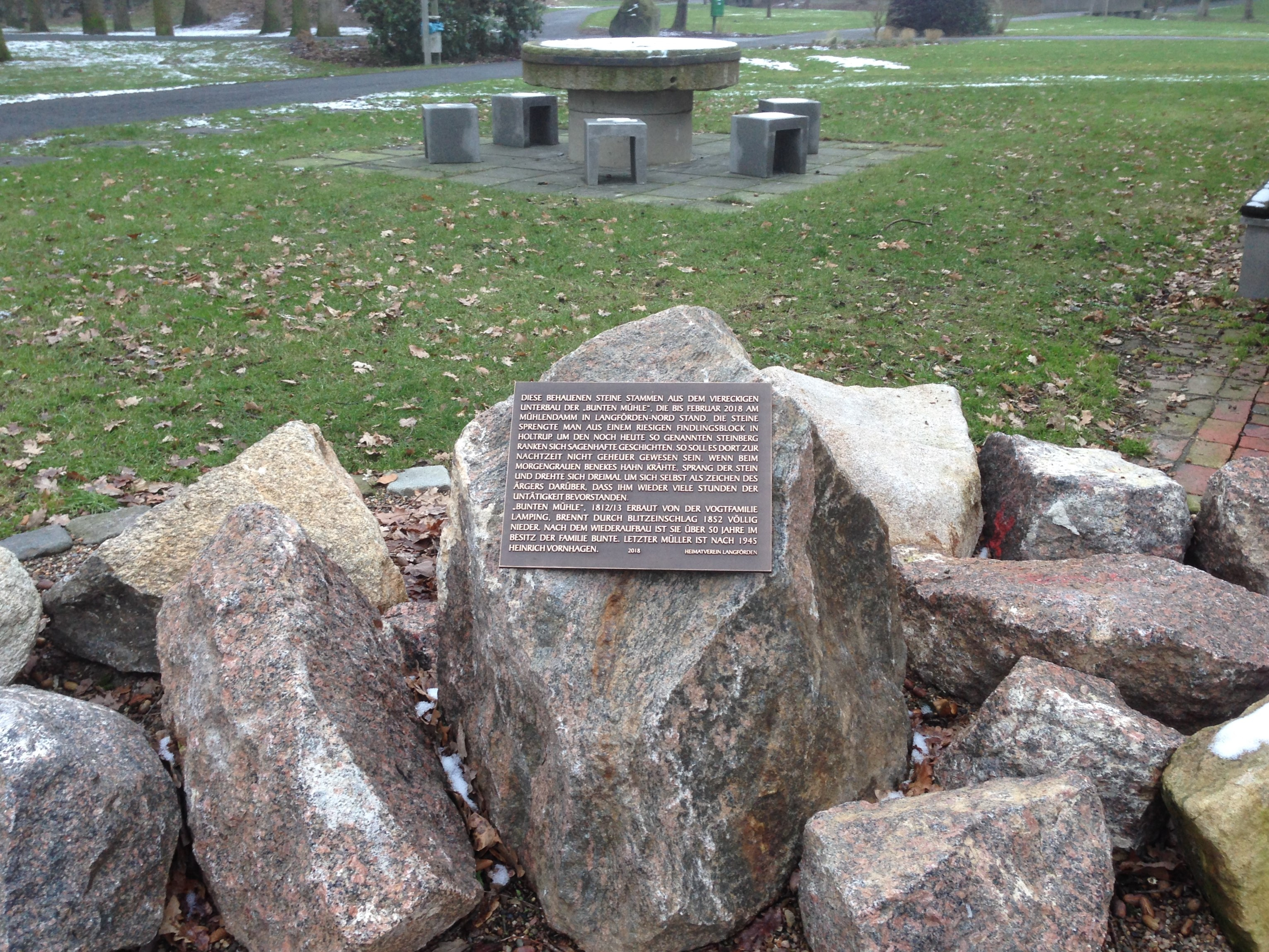
Überreste der Bunten Mühle im Dorfpark Langförden

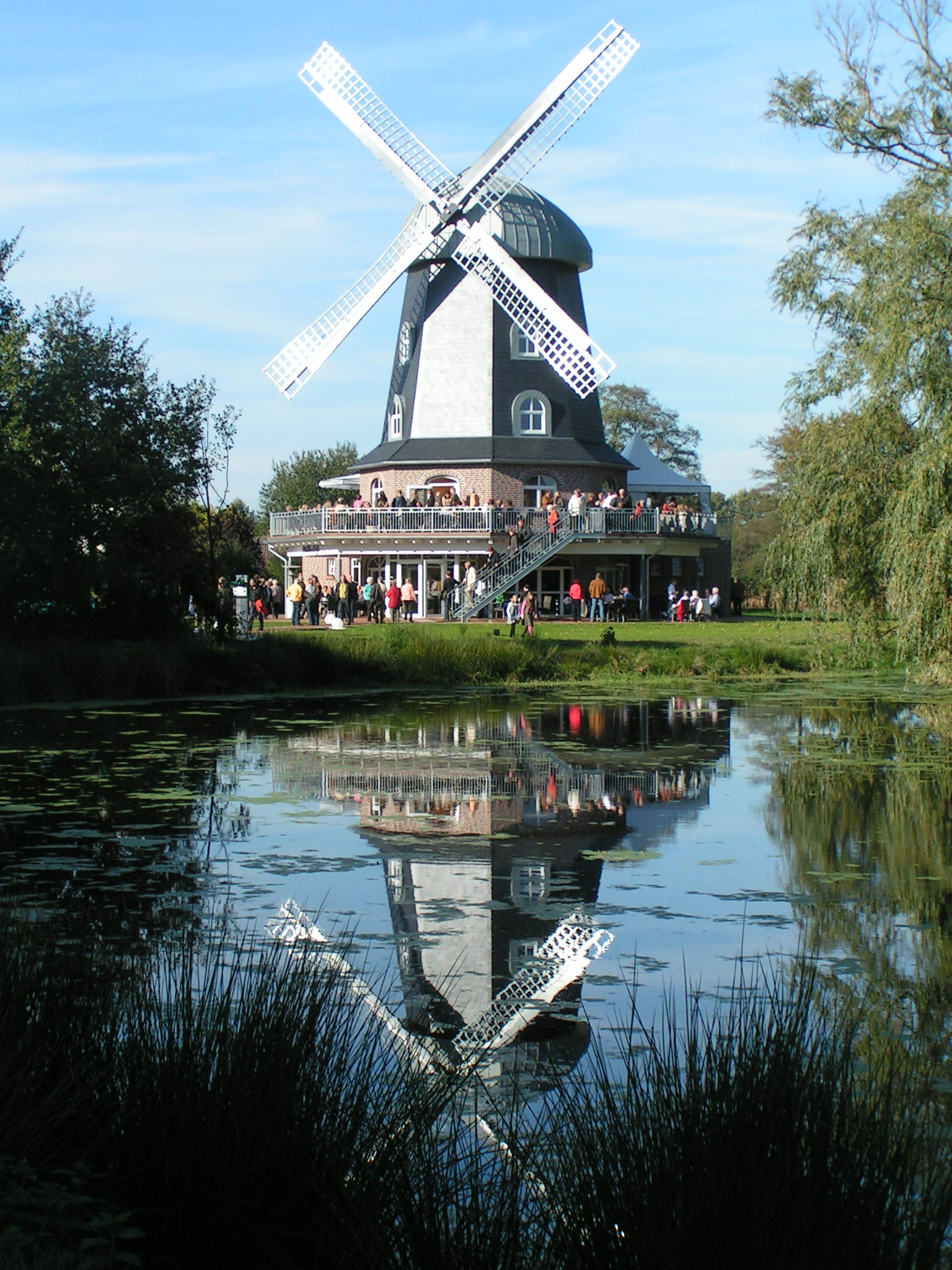
Borgerdings Mühle in Spreda (2007 rekonstruiert)

Die Langfördener Bauerschaft Holtrup wurde 851 zum ersten Mal erwähnt. Langförden und die Bauerschaft Calveslage wurden 890 urkundlich genannt.
- 1011 wurde die erste Kirche aus Findlingen und Feldsteinen erbaut.[3] Zur Pfarrei gehörten damals auch noch die später eigenständigen Pfarreien Vechta (bis 1221) und Oythe (bis 1300).
- 1652 wurde die erste Schule in Langförden eingerichtet.
- 1837 wurde die erste Straße aus Steinen, die Staatschaussee Vechta-Ahlhorn, die heutige B 69, erbaut.
- 1885 wurde die Bahnstrecke Ahlhorn–Vechta der Großherzoglich Oldenburgischen Eisenbahn eröffnet. Der Personenverkehr wurde 1952, der Güterverkehr 1967 eingestellt. Auf dem Gebiet der Gemeinde Langförden lagen an dieser Strecke die Bahnhöfe Langförden und Calveslage.
- 1913 wurde die heutige St.-Laurentius-Kirche geweiht.
- 1933–1945 war Langförden Teil der Gemeinde Bakum.
- 1974 wurde die Gemeinde Langförden durch die Gebietsreform in Niedersachsen in die Stadt Vechta eingegliedert.
- 2008 wurde die Niedersächsische Mühlenstraße erweitert; sie führt seitdem auch durch Langförden. Eine Station der Niedersächsischen Mühlenstraße in Langförden ist Borgerdings Mühle in Spreda.[4] Die „Bunten-Mühle“[5] war anfangs in der Karte der Mühlenstraße noch als weitere Station verzeichnet; sie wurde aber im Februar 2018 demontiert. Sie sollte angeblich in den Niederlanden wieder aufgebaut werden.[6] Tatsächlich bewahrten Mitglieder des Heimatvereins Langförden den Mühlstein der Bunten Mühle davor, in den Niederlanden geschreddert zu werden. Er wurde, wie auch die Überreste des Mühlenfundaments, vor dem Spieker im Dorfpark Langförden platziert.[7]

## Politik

### Partnerschaften
Der Stadtteil Langförden unterhält eine Partnerschaft mit dem französischen Le Cellier.

## Kultur und Sehenswürdigkeiten

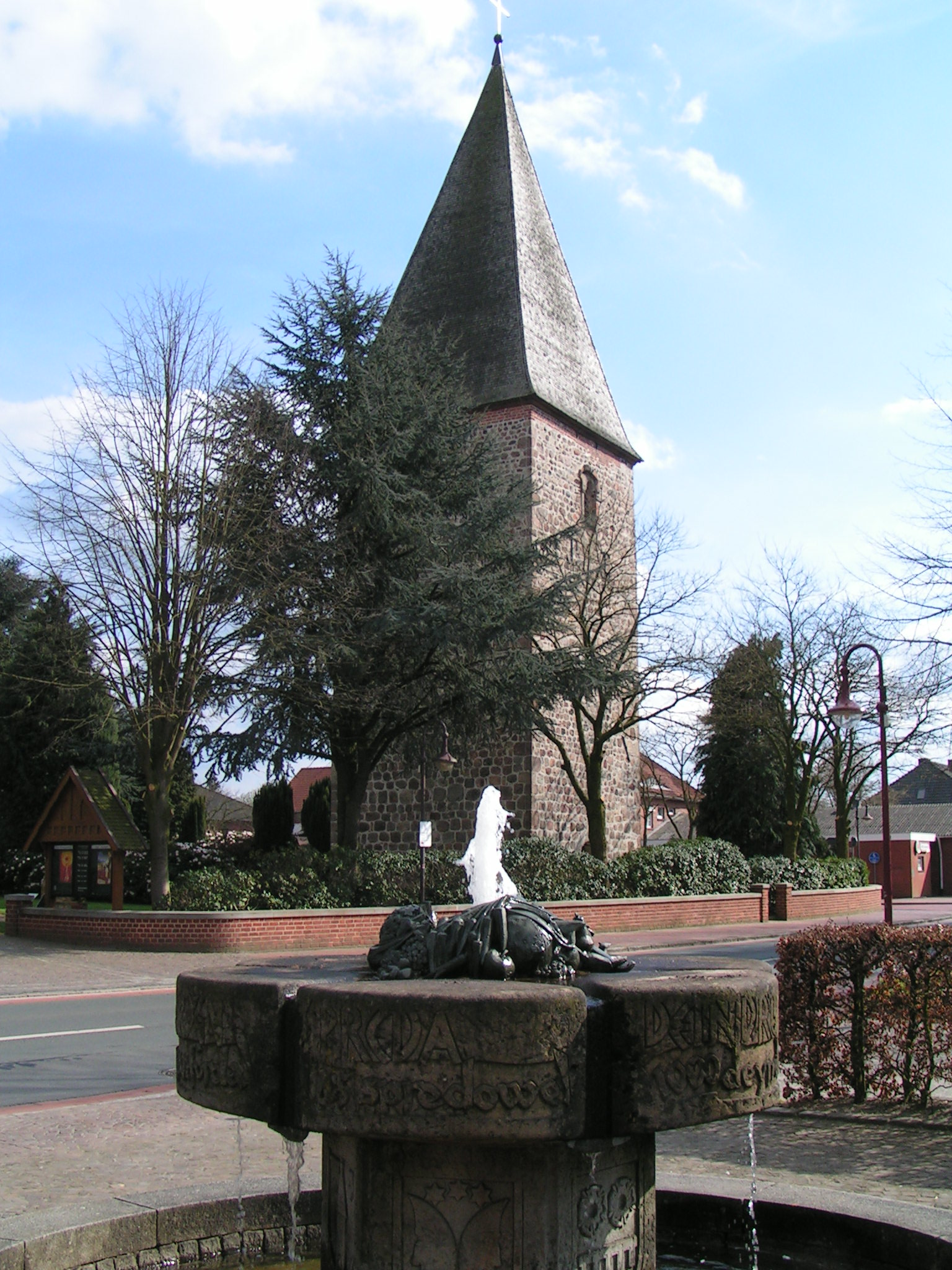
Laurentiusbrunnen und Glockenturm der Pfarrkirche

### Bauwerke
Die in den Jahren 1910–1912 erbaute neuromanische Pfarrkirche St. Laurentius mit dem freistehenden, aus behauenen Findlingen und Feldsteinen errichteten Glockenturm aus dem Jahre 1011.
Auf einer Hofstelle in der Bauerschaft Holtrup befindet sich die Holtruper Kapelle aus dem Jahr 1718.

### Sport
In Langförden ist auch der SV BW Langförden als Gesamtsportverein aktiv tätig. Es gibt in dem Verein alle möglichen Sportarten (Fußball, Tischtennis, Badminton, Volleyball etc.). Auch führt der SV BW Langförden ein großes Fußballturnier für C-Jugend Mannschaften (U15) durch. Traditionell findet dieses Turnier an Pfingsten statt. Dort werden dann einzelne Mannschaften bei Gasteltern untergebracht. Bei dem Turnier haben bereits viele Mannschaften aus Europa teilgenommen.

## Wirtschaft und Infrastruktur

### Unternehmen
Die Wirtschaft ist hauptsächlich landwirtschaftlich orientiert mit intensiver Geflügelhaltung und Obstanbau. Im Ortsteil Calveslage hat das Unternehmen Big Dutchman seinen Stammsitz. Big Dutchman ist weltweit führend in der Herstellung von Fütterungsanlagen und Stalleinrichtungen für die Haltung von Geflügel und Schweinen. Langförden ist Stammsitz der Genossenschaft Erzeugergroßmarkt Langförden-Oldenburg (ELO), einer der größeren genossenschaftlichen Vermarkter von Obst (insbesondere Erdbeeren) und Gemüse in Deutschland.

### Verkehr

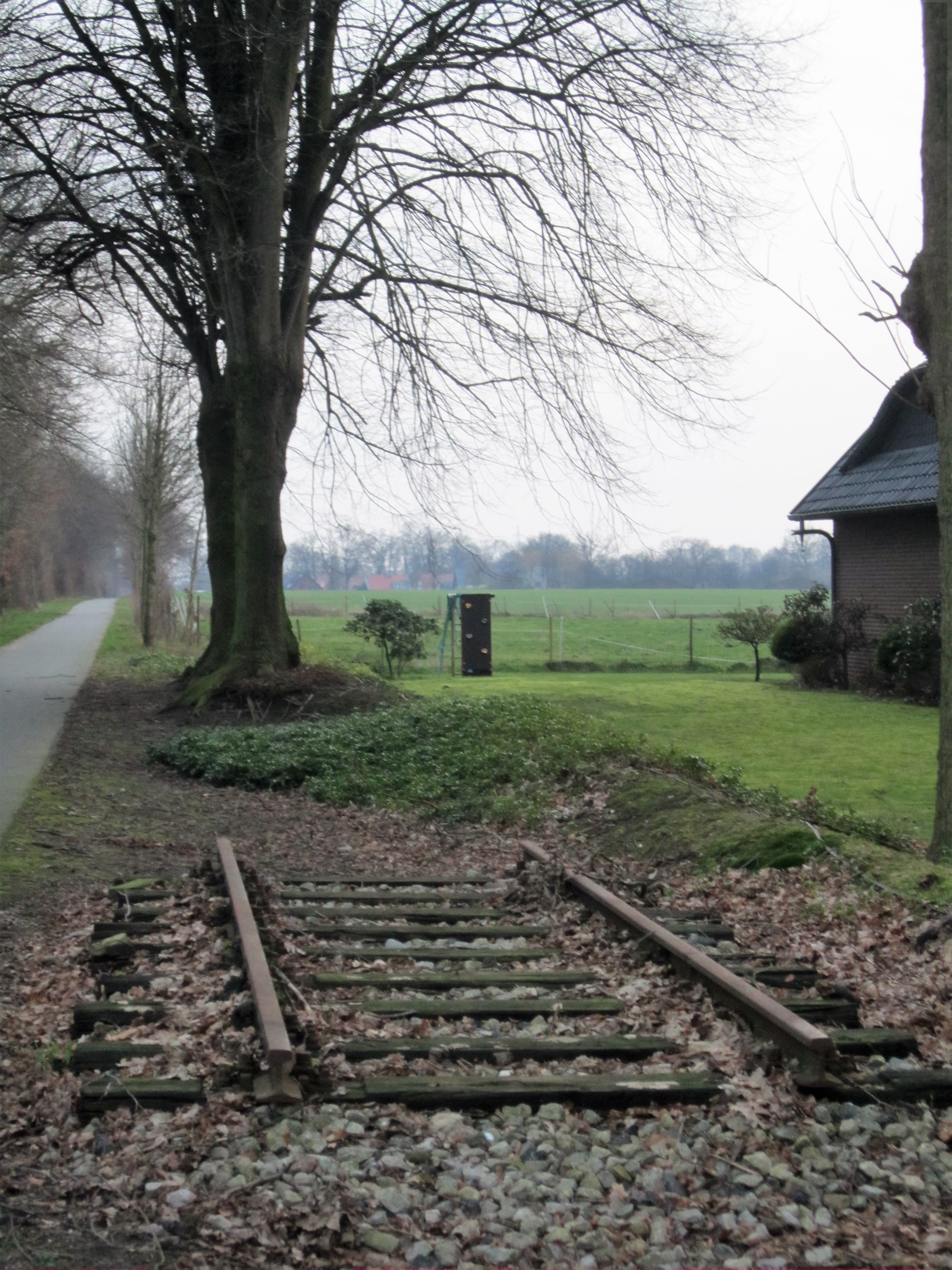
Erinnerung an die Bahnstrecke Ahlhorn–Vechta beim ehemaligen Bahnhof Calveslage

Heute befinden sich die nächstgelegenen Bahnhöfe in Vechta und in Ahlhorn.
Langförden wird durch die Buslinien 690 (Vechta–Langförden–Deindrup), 691 (Spreda–Langförden–Vechta), 600 (Ahlhorn–Vechta–Lohne) und 970 (Vechta–Cloppenburg) unter der Woche und am Wochenende mit dem Umland und dem Stadtgebiet Vechta verbunden. Die Busse fahren alle im Tarifgebiet der Verkehrsgemeinschaft Landkreis Vechta (VGV)

## Söhne des Ortes
- Clemens August Lamping (1812–1885), Schriftsteller und von 1840 bis 1842 als Mitglied der Fremdenlegion in Algerien aktiv[11]
- Heinrich Vaske (1876–1928), Landwirt und Politiker (CNBL)
- Johannes Baptist Lück (1909–2000), römisch-katholischer Bischof von Aliwal
- Berndt Ostendorf (1940–2024), Anglist, Amerikanist und Hochschullehrer